# Felis silvestris lybica
Felis silvestris lybica, comúnmente conocido como gato salvaje africano o gato del desierto (Felis silvestris lybica) es una subespecie del gato montés  (F. silvestris), el ancestro directo del gato doméstico (Felis catus). La domesticación de los gatos no fue un proceso impuesto por los humanos, como ocurrió con otras especies, sino que se produjo de forma natural hace aproximadamente 9,000–10,000 años. Los primeros registros arqueológicos provienen de la región del Creciente Fértil, particularmente en áreas de Oriente Próximo como Chipre, Anatolia y Mesopotamia, donde las sociedades agrícolas comenzaron a almacenar granos, lo que atrajo a roedores y, a su vez, a gatos salvajes.
Estos gatos se fueron adaptando a la presencia humana y desarrollando comportamientos más dóciles, en un proceso conocido como autodomesticación. Con el tiempo, su relación simbiótica con los humanos se consolidó: los gatos controlaban las poblaciones de plagas y, a cambio, obtenían alimento y protección. Las evidencias más antiguas de esta convivencia datan de aproximadamente 7,500 a.C., en el asentamiento neolítico de Shillourokambos (Chipre), y posteriormente en Egipto, donde los gatos adquirieron un importante valor cultural y simbólico.

## Descripción
Presenta un color entre arenoso y amarillo grisáceo, con rayas negras en lo alto de la cola. Su pelo es más corto que el del gato montés europeo (Felis silvestris silvestris). Además, el gato salvaje africano es más pequeño: su cuerpo mide de 45 a 75 cm de largo, y su cola entre 20 y 38 cm; y pesa de 3 a 6,5 kg.

## Distribución y hábitat
Se encuentra en África y Oriente Medio en una gran variedad de hábitats: sabana, estepa, bosque, etc.

## Comportamiento
Este felino es nocturno, está activo durante la noche y el crepúsculo (a veces también en días nublados), y en el día se refugia entre los arbustos. Cuando se siente amenazado se le eriza el pelo para aparentar ser más grande (rasgo común a otros mamíferos). Es territorial y suele presentar grupos de un macho con pocas hembras.

### Alimentación
Caza ratas, ratones, y otros micromamíferos, y en ocasiones pájaros, reptiles, anfibios e insectos. El gato del desierto se aproxima a su presa sigilosamente y la ataca cuando se encuentra a un metro de distancia, aproximadamente.

### Reproducción
La hembra da a luz unas tres crías (a veces desde dos hasta seis crías), y la gestación dura entre 56 y 69 días. Las crías nacen ciegas y dependen totalmente de su madre, con la que se mantienen hasta los seis meses de edad; cuando cumplen un año ya son fértiles. Casi todas las crías nacen en la estación lluviosa, cuando hay suficiente comida para la camada.

## Origen de las subespecies
No hay consenso en cuanto a las distintas razas o subespecies que existen: para algunos biólogos serían solo variantes regionales, mientras que otros sí hablan de razas o subespecies. Según el estudio del ADN mitocondrial de 979 gatos domésticos y gatos salvajes europeos, asiáticos y africanos, se sabe que el gato salvaje africano se separó del gato montés europeo (Felis silvestris silvestris) hace unos 173 000 años, y del gato salvaje asiático (Felis silvestris ornata) y del gato salvaje del África austral (Felis silvestris cafra) hace unos 131 000 años. Hace unos 10 000 años se domesticaron algunos ejemplares de gato salvaje africano en Oriente Medio. Los gatos domésticos modernos derivan como mínimo de 5 “Evas mitocondriales”. Ninguna de las otras subespecies de Felis silvestris han contribuido a la raza doméstica, mientras que muchas de ellas han sido inundadas por el mestizaje con gatos salvajes.
Actualmente, las únicas organizaciones que se sabe que tiene un programa destinado específicamente a la conservación de gatos salvajes africanos y a la reducción de la contaminación genética de gatos domésticos son Alley Cat Rescue[cita requerida]. y Zoo KOKI (Parque Zoológico y botánico) con la Fundación ZOO KOKI